# Novo Oriente do Piauí
Novo Oriente do Piauí este un oraș în Piauí (PI), Brazilia.